# Мауро ді Векчіс
Мауро ді Векчіс (італ. Mauro De Vecchis; нар. 20 жовтня 1967) — італійський футбольний тренер.

## Життєпис
З 1991 по 1997 рік тренував юнацькі команди «Лаціо».
У сезоні 1997/98 років тренував «Селагріус» в національному аматорському чемпіонаті, завершив чемпіонат на шостому місці в турнірній таблиці; наступного року очолив «Каланджанус» у вище вказаному турніру. Пізніше, в сезоні 2000/01 років, він тренував аматорів «Аллум'єре» з Лаціо.
Згодом тренував «Торіннсабіна» і «Фольянезе» в Екселенсі, а також за Непі в Серії D.
З липня 2005 року по червень 2006 року тренував національну збірну Папуа-Нової Гвінеї. Після того, як у сезоні 2009/10 років він отримав підвищення в Есселенсе Лаціо з «Фольянезе», він також тренував Лаціальську команду у першій частині наступного сезону, допоки в грудні 2010 року не залишив займану посаду. Влітку 2011 року тренував «Реал Ріміні», середняка Серії D, однак, подав у відставку на початку сезону, а 29 вересня 2011 року очолив «Остіантіку» з чемпіонату Лаціо, який фінішував на дванадцятому місці в турнірній таблиці, завдяки чому уникнув пониження в класі.
З 2012 по 2016 рік тренував клуби албанської Суперліги, зокрема, в сезоні 2012/13 років тренував «Камзу», а в першій частині сезону 2015/16 років (до 24 жовтня 2015 року) тренував «Бюліс» (Балш).